# Jessey Mensah
Jessey Lauda Mensah (geboren am 21. September 2002 in Accra, Ghana) ist ein österreichischer Footballspieler. Seit 2023 spielt er in der European League of Football (ELF) für die Raiders Tirol.

## Werdegang
Mensah engagierte sich in jungen Jahren in einer Vielzahl von Sportarten, angefangen von Basketball über Leichtathletik bis hin zu Fußball. Im Verlauf eines Flagfootball-Turniers im Jahr 2017 erkannte ein Trainer der Raiders Tirol das außergewöhnliche Talent des damals 15-jährigen Athleten und lud ihn zu einem Probetraining ein. Kurz darauf erfolgte der Beginn seiner Sportkarriere, zunächst in der U-18-Altersgruppe, gefolgt von einer Teilnahme in der Austrian Football League (AFL). 2023 avancierte er schließlich in die Hauptmannschaft der Raiders und setzte somit seinen Aufstieg fort.